# Nagykanizsa
Nagykanizsa ([ˈnɒɟkɒniʒɒ] en alemán: Großkirchen o Groß-Kanizsa, en croata: Kaniža, en turco: Kanije, en serbio: Велика Кањижа tr.: Velika Kanjiža) es una ciudad mediana en el condado de Zala en Hungría.

## Historia
El nombre de Kanizsa viene de la lengua eslava (Knysa) que significa "Perteneciente al príncipe". Se mencionó por primera vez en 1245. La Familia Kanizsai, una familia noble, hizo edificar un castillo rectangular en un islote del Río Kanizsa. La ciudad y el castillo tuvo su apogeo a principios del siglo XVI Cuando Kanizsa se convirtió en un centro de comercio con Italia y Estiria.
Szigetvár (tomada por los otomanos en 1566) y Kanizsa se convirtieron en los principales bastiones del suroeste de Hungría. Cuando los ejércitos Otomanos tomaron el castillo en 1600, los habitantes huyeron de la ciudad. El castillo se convirtió en la sede de un vilayato hasta 1690. La ciudad perdió su importancia estratégica tras la salida de los Otomanos y el Consejo de Guerra de Viena hizo demoler el castillo en 1702. A principios del siglo XVIII, los señores hicieron venir alemanes (alemanes de Hungría), croatas y serbios para repoblar la ciudad desierta.
En 1765 Luis Batthyány, Nádor de Hungría, invitó a Escolapios que abrieron una escuela y la universidad. La primera escuela de negocios de Transdanubia fue abierta en  Nagykanizsa, se convirtió en una Universidad en 1895. Muchos exalumnos de esta Universidad se hicieron famosos como Benedek Virág, Pál Király, Ferenc Deák, Károly Kaán, Sándor Hevesi y Ferenc Mező.
Nagykanizsa inició una nueva fase de intenso desarrollo en la década de 1860. El tren que conecta con Nagykanizsa Viena, Budapest y Rijeka se construyó en ese momento. Se desarrolló la industria y los bancos: cuatro bancos regionales, el Banco Austro-Húngaro y un banco Anglo-Húngaro abrieron oficinas en la ciudad. La línea telefónica fue inaugurada en 1895. También fue inaugurado ese año un hospital.
Varios cuarteles fueron construidos durante la Primera Guerra Mundial. Esto hizo necesaria la construcción de una red de distribución de agua.
Kanizsa se convirtió en una ciudad moderna, con un alcantarillado y calles pavimentadas. Sin embargo, el Tratado de Trianon, al concluir la Primera Guerra Mundial, tuvo consecuencias desastrosas para la ciudad. Kanizsa se convirtió en una ciudad fronteriza separada de su área de influencia hacia el sur y el oeste. Afortunadamente, en los años 30, el descubrimiento de depósitos de petróleo por el Eurogasco (European Gas and Electric Company) permitió a la ciudad  recuperarse. Nagykanizsa se convirtió en el principal centro de producción de petróleo en Hungría.
La cervecería Kanizsa recuperó su reputación de producir una de las mejores cervezas del país. Kanizsa Trend creció y se convirtió en un fabricante de muebles conocido en toda Europa. La empresa de lámparas que se convirtió en  Tungsram fue fundada en 1965. En la actualidad pertenece a General Electric y constituye una las principales plantas de fabricación de bombillas en el mundo. El Parque Károlyi, bellos plazas y un lago para practicar el piragüismo son algunos de los atractivos de Kanizsa.

## Ciudades hermanadas
La ciudad de Nagykanizsa está hermanada con las siguientes localidades:
- Acre, Israel
- Bihać, Bosnia-Herzegovina
- Čakovec, Croacia
- Gleisdorf, Austria
- Kazanlak, Bulgaria
- Covasna, Rumanía
- Kanjiža, Serbia
- Puchheim, Alemania
- Salo, Finlandia
- Shijiazhuang, China
- Toliatti, Rusia

## Personas célebres
- Kanijeli Siyavuş Pasha, el Gran Visir Otomano entre 1582 y 1593.
- Wlassics Gyula (1852-1937), político.
- Sigmund Romberg (1887-1951), compositor estadounidense de origen húngaro, murió en Hartsdale, Nueva York.
- Ferenc Farkas (1905-2000), compositor.
- Ferenc Fejtő (François Fetjö) (1909-2008), escritor y periodista francés de origen húngaro.
- Ernő Buda (1921-2005), ingeniero en la industria petrolera.
- János Rózsás (1926 -), escritor.
- Veronika Ádám (1949 -), bioquímico.
- Zsuzsanna Laky (1984 -) Miss Hungría 2002 y Miss Europa 2003.